# Rébellion de Heiji
Batailles
Siège du palais de Sanjō (19 janvier-5 février 1160)
La rébellion de Heiji (平治の乱, Heiji-no-ran, littéralement « rébellion de Heiji ») désigne une courte révolte ayant eu lieu au Japon à la fin de l'ère Heian. Elle fait suite aux événements de la rébellion de Hōgen de 1156.

## Causes
Après la rébellion de Hōgen, les deux principales familles de bushi, les clans Taira et Minamoto, s'affrontent et voient leurs relations se dégrader rapidement. Les Taira, inquiets de la montée en puissance des Minamoto, se rapprochent en 1158 de l'empereur retiré Go-Shirakawa alors remplacé par son fils l'empereur Nijō.

## Déroulement
En décembre 1159, Taira no Kiyomori quitte la capitale, Kyōto, avec sa famille, pour se rendre en pèlerinage dans un temple de Kumano.
Le mois suivant, Minamoto no Yoshitomo et Fujiwara no Nobuyori profitent de l'occasion pour prendre d'assaut le pouvoir. Au début de janvier 1160, ils attaquent le palais de Sanjō et, forts d'une armée d'environ 500 hommes, ils font prisonniers l'empereur retiré Go-Shirakawa et son fils.
Ils assaillent ensuite le château de Fujiwara no Michinori, vassal de Go-Shirakawa. Michinori, un des rares survivants est peu après capturé puis exécuté. Nobuyori force le jeune empereur à le nommer chancelier, marquant ainsi une étape décisive dans sa prise du pouvoir.
Taira no Kiyomori, accompagné de son fils Shigemori et de quelques hommes, revient en hâte à Kyōto. Grâce à Minamoto no Yoshihira, le fils aîné de Yoshitomo, les renforts affluent de Kamakura. Ses partisans ont l'avantage du nombre, mais n'étant pas préparés à l'assaut, ils ne réussissent pas à prendre l'avantage. Taira no Kiyomori triomphe et propose à Fujiwara no Nobuyori de se rendre. Il est alors autorisé à retourner dans la forteresse familiale de Rokuhara, où il peut rassembler ses troupes et préparer une contre-attaque.
Fin janvier, Taira no Kiyomori réussit à faire s'échapper l'empereur adolescent, qui, déguisé en femme, se dissimule dans un char à bœufs. Son père l'empereur retiré l'ayant suivi, il se lance à l'attaque des Minamoto.
Au matin du 5 février, Minamoto no Yoshitomo et ses hommes sont retranchés dans le palais impérial ; ils redoutent l'assaut inévitable des Taira et se préparent en conséquence. Taira no Shigemori, le fils aîné de Kiyomori, à la tête d'une troupe d'environ 3 000 cavaliers, attaque le palais. La défense tient pendant un moment, jusqu'à ce qu'une partie des troupes Taira feigne la retraite, attirant les guerriers Minamoto à leur poursuite hors du palais. Une petite troupe Taira s'empresse alors à l'intérieur, coupant ainsi la retraite aux Minamoto. Les hommes de Yoshitomo sont alors forcés d'attaquer la forteresse de Kiyomori à Rokuhara. Leur assaut échoue et ils se voient contraints de fuir Kyōto, rencontrant tout au long du chemin la résistance exercée par les moines-guerriers du mont Hiei, qu'ils avaient attaqués durant les décennies précédentes.

## Conséquences
Les Taira finissent par rattraper et tuer les rebelles, décimant ainsi le clan Minamoto. Les enfants en bas âge de Yoshitomo sont toutefois épargnés et exilés. Taira no Kiyomori prend le contrôle des richesses et des terres des Minamoto, puis il est nommé daijō-daijin (premier ministre) par Go-Shirakawa en 1167. Il forme alors le premier gouvernement samouraï de l'histoire du Japon. Arrivé au sommet de sa puissance, il donne sa fille en mariage à l'empereur Takakura et gouverne en collaboration avec l'empereur retiré Go-Shirakawa. Cependant, leur relation finit par se dégrader, et la guerre de Genpei éclate en 1180.

## La rébellion de Heiji dans la littérature et dans le cinéma
Les événements de la rébellion de Heiji sont décrits dans le Heiji monogatari, roman guerrier faisant suite au Hōgen monogatari. Ils forment notamment le cadre historique du film intitulé La Porte de l'enfer, de Teinosuke Kinugasa.